# Магадеев, Риза Рафаилович
Риза Рафаилович Магадеев (13 марта 1972, д. Ибраево, Ишимбайский район, БАССР, сейчас Республика Башкортостан — 12 января 2021) — театральный актёр, эстрадный певец. Народный артист Республики Башкортостан (2010).

## Биография
Риза Рафаилович Магадеев родился в деревне Ибраево Ишимбайского района.
Окончил Уфимский государственный институт искусств в 1993 году. С того же времени в труппе Салаватского театра.
Магадеев Р. — интересный разноплановый актёр и исполнитель башкирских народных и эстрадных песен. Дипломант конкурса «Актёрская песня — 1994», лауреат конкурса «Дуслык моно — 2002».
С 2000 года он возглавляет профсоюзный комитет театра, является незаменимым участником всех общественных, культурных мероприятий города и республики.
В 2014 году в национальном кинофильме «Галиябану. Легенда о любви» Гульчачак Шарипова и Риза Магадеев исполнили главную песню, «являющуюся своеобразным гимном любви для башкирского и татарского народа» (Башинформ)

## Роли в спектаклях

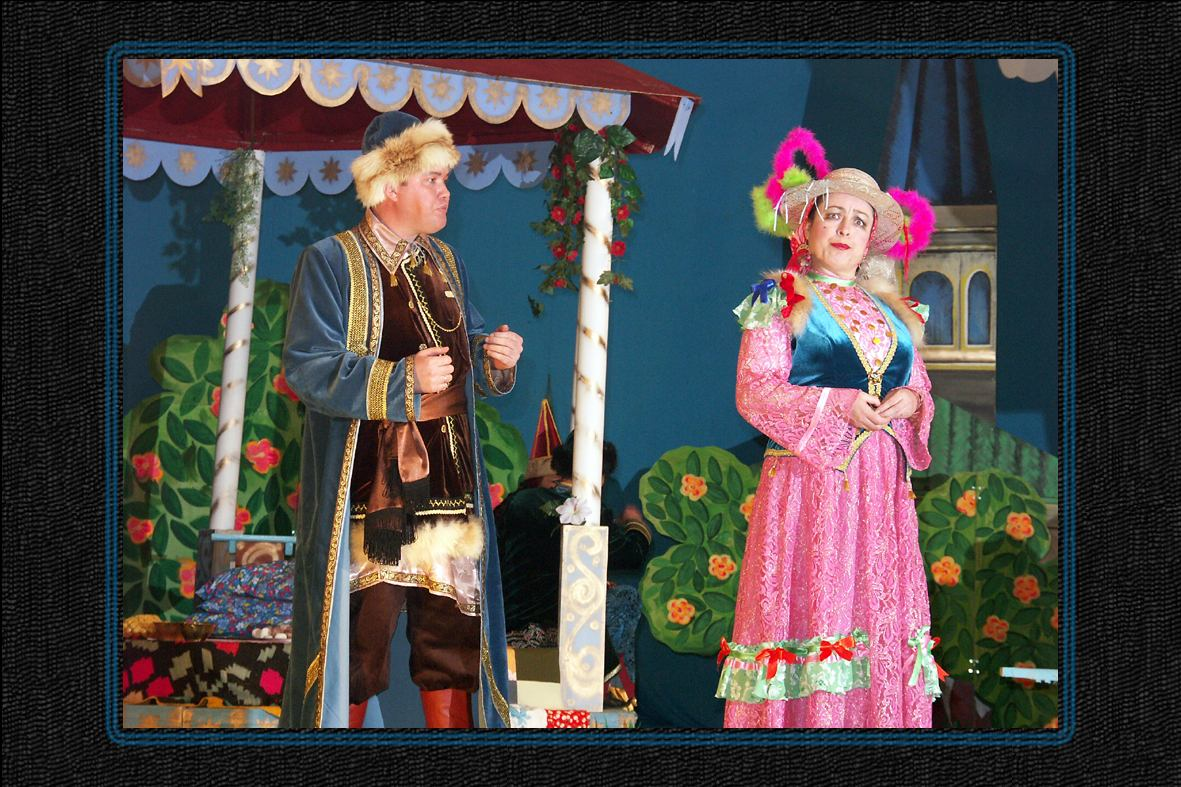
Магадеев Р. В роли Юмабая в спектакле Бабий бунт, 2004

- Юмабай — «Светловолосая» (Р. Кулдавлет).
- Галимзян — «Башмачки» (Х. Ибрагимов).
- Халил — «Галиябану» (М. Файзи).
- Баимбет — «Неркес» (И. Юмагуов).
- Петр — «Салават» (М. Карим).
- Коппер — «Дальше — тишина» (В.Дельмар)
- Юмабай — «Бабий бунт» (М.Багаев)
- Шарифьян — «Лебёдушка моя» (А.Яхина)
- Пустырник — «Город без любви» (Л.Устинов)
- Ринат — «Во имя любви» (Р.Байбулатов)
- Конвоир — «Ушло моё белое лето» (Л.Станкова)
- Алмаз — «Змеиная кожа» (А.Дильмухаметова)
- Рафаил — «Не покидай меня надежда» (Х.Иргалин)
- Гайфулла — «Завидуй Америка» (С.Латыпов)
- Ягафаров — «Башкир из Кузян» (Н.Асанбаев)
- Заки — «Цветок прощания — герань» (Ф.Буляков)
- Алькальд — «Чудесная башмачница» (Лорка).
- Карам — «Чио-Чио-Сан» (Башкуев).
- Рашит — «Не повторится уже никогда» (Каюмов)
- Гайсар — «Почему плачут девушки» (Ф.Буляков)
- Фаим — «Прощание» (Т. Минуллин).
- Тухбай — «Гульшаян» (М. Амир).
- Халит — «Женюсь на собственной жене» (Н. Гаитбаев).
- Юмабай — «Бабий бунт» (М.Багаев, 2004)
- Рыскул бей — «В ночь лунного затмения» (М. Карим, 2006).
- Аухат — «Вот так случилось» (Т.Миннуллин, 2006).
- Рашит — «Он, Она и Я» (З.Хаким, 2007).
- Дороднов — «Поздняя любовь» (А. Островский, 2007).
- Дед Мороз — «Заводные игрушки» (А.Шабаев, 2008)
- Тимербулат — «Он вернулся» (А.Атнабаев, 2009).
- Самигулыч — «Мамуля» (С.Белов, 2009).
- Байрас — «Риваят» (Т.Миннуллин, 2010)
- Бурзян — «Вишнёвая гора» (Н.Асанбаев2011).
- Хан — «В стародавние времена» (М.Багаев, 2011)
- Адип-хан — «Адип-хан» (А.Хусаинов, 2012)

## Награды и премии
- Народный артист Республики Башкортостан (2010).
- Заслуженный артист Республики Башкортостан (2003).
- Дипломант конкурса «Актёрская песня — 1994».
- Лауреат межреспубликанского конкурса «Дуслык моно» (2002).
- «Лучший актёр года» (2003).